# România la Universiada de vară din 2015
România a participat la Universiada de vară din 2015 în Gwangju, Coreea de Sud, cu o delegație de 58 sportivi care concurează la 6 sporturi. A fost condusă de Claudia Georgescu, președinte al Federației Sportului Școlar și Universitar.

## Medaliați
| Medalie | Nume              | Sport         | Probă                  | Dată     |
| ------- | ----------------- | ------------- | ---------------------- | -------- |
| 1       | Laura Ilie        | Tir           | 50m pușcă trei poziții | 9 iulie  |
| 2       | Larisa Florian    | Judo          | 52kg                   | 6 iulie  |
| 2       | Andrei Gag        | Atletism      | Aruncarea greutății    | 8 iulie  |
| 2       | Nicolae Soare     | Atletism      | 10.000m                | 9 iulie  |
| 3       | Vlăduț Simionescu | Judo          | 100kg                  | 4 iulie  |
| 3       | Vlăduț Simionescu | Judo          | Open masculin          | 7 iulie  |
| 3       | Bernadette Szőcs  | Tenis de masă | Individual feminin     | 13 iulie |

## Handbal
Poziții:
- P: Portar
- PV: Pivot
- C: Centru
- E: Extremă
- I: Inter

| Poziție | #  | Nume                | Ani | Înălțime | Greutate | Club                                     |
| ------- | -- | ------------------- | --- | -------- | -------- | ---------------------------------------- |
| P       | 1  | Cristina Enache     | 21  | 1.82m    | 78kg     | „U” Alexandrion Cluj (ROU)               |
| E       | 2  | Carmen Ilie Șelaru  | 23  | 1.72m    | 67kg     | SCM Craiova (ROU)                        |
| I       | 3  | Mădălina Zamfirescu | 20  | 1.81m    | 72kg     | HCM Baia Mare (ROU)                      |
| E       | 4  | Cătălina Preda      | 24  | 1.78m    | 71kg     | CSM Ploiești (ROU)                       |
| I       | 5  | Bianca Tiron        | 20  | 1.84m    | 77kg     | HCM Baia Mare (ROU)                      |
| C       | 6  | Alexandra Gavrilă   | 20  | 1.71m    | 65kg     | CSM Unirea Slobozia (ROU)                |
| E/C     | 7  | Dana Laura Leahu    | 23  | 1.75m    | 64kg     | CS Universitatea Știința București (ROU) |
| I       | 9  | Andreea Trăilă      | 23  | 1.77m    | 71kg     | CS Universitatea Știința București (ROU) |
| PV      | 11 | Roxana Cîrjan       | 20  | 1.74m    | 75kg     | „U” Alexandrion Cluj (ROU)               |
| P       | 12 | Ana Maria Măzăreanu | 22  | 1.70m    | 69kg     | „U” Alexandrion Cluj (ROU)               |
| PV      | 13 | Cristina Nan        | 25  | 1.77m    | 77kg     | CSM București (ROU)                      |
| P       | 16 | Elena Șerban        | 20  | 1.80m    | 74kg     | CSM Ploiești (ROU)                       |
| I       | 17 | Laura Popa          | 21  | 1.85m    | 74kg     | „U” Alexandrion Cluj (ROU)               |
| E       | 19 | Cristina Florică    | 23  | 1.74m    | 67kg     | SCM Craiova (ROU)                        |
| I       | 25 | Cosmina Cozma       | 23  | 1.84m    | 75kg     | HC Danubius Galați (ROU)                 |
| I       | 93 | Ana Maria Apipie    | 21  | 1.70m    | 62kg     | SCM Craiova (ROU)                        |

| (SRB) | 25-27 | (MNE) | 25-25 | (JPN) | 32-32 | (UKR) | 28-22 | (KOR) | 25-25 | (BRA) | 20-22 |

## Judo

### Masculin
| Sportiv           | Probă | Probă de 16               | Probă de 8           | Sferturi               | Semifinală             | Repesaj fază 1    | Repesaj fază 2        | Finală repesajului   | MB                    | Finală            | Finală       |
| Sportiv           | Probă | Adversar Rezultat         | Adversar Rezultat    | Adversar Rezultat      | Adversar Rezultat      | Adversar Rezultat | Adversar Rezultat     | Adversar Rezultat    | Adversar Rezultat     | Adversar Rezultat | Loc          |
| ----------------- | ----- | ------------------------- | -------------------- | ---------------------- | ---------------------- | ----------------- | --------------------- | -------------------- | --------------------- | ----------------- | ------------ |
| Remus Lazea       | 66kg  | Rysmambetov L 000S1-010S1 | Nu a avansat         | Nu a avansat           | Nu a avansat           | Tur liber         | Tuthalian L 001-100S1 | Nu a avansat         | Nu a avansat          | Nu a avansat      | Nu a avansat |
| Denis Mititelu    | 81kg  | Zakariaiev C 100S1-010S1  | Varnas C 001S3-000S2 | Halmurzaev P 000S2-101 | Nu a avansat           | Tur liber         | Münich C 000-110      | Bottieau C 100-000S2 | Allardon P 001-100S1  | Nu a avansat      | 5            |
| Eduard Nicolaescu | 73kg  | Yamamoto L 000S2-101S1    | Nu a avansat         | Nu a avansat           | Nu a avansat           | N/A               | Rahimli L 000S2-011S1 | Nu a avansat         | Nu a avansat          | Nu a avansat      | Nu a avansat |
| Emanuel Rădulescu | 90kg  | Conrad P 000S1-100        | Nu a avansat         | Nu a avansat           | Nu a avansat           | Nu a avansat      | Nu a avansat          | Nu a avansat         | Nu a avansat          | Nu a avansat      | Nu a avansat |
| Vlăduț Simionescu | 100kg | N/A                       | Lee C 100-000S4      | Mettis C 100S2-001S1   | Harasawa P 000S2-010S1 | N/A               | N/A                   | N/A                  | Iergaliev C 000S1-101 | Nu a avansat      | 3            |

### Feminin
| Sportivă           | Probă | Probă de 16            | Probă de 8              | Sferturi               | Semifinală              | Repesaj fază 1    | Repesaj fază 2       | Finală repesajului       | MB                | Finală            | Finală       |
| Sportivă           | Probă | Adversar Rezultat      | Adversar Rezultat       | Adversar Rezultat      | Adversar Rezultat       | Adversar Rezultat | Adversar Rezultat    | Adversar Rezultat        | Adversar Rezultat | Adversar Rezultat | Loc          |
| ------------------ | ----- | ---------------------- | ----------------------- | ---------------------- | ----------------------- | ----------------- | -------------------- | ------------------------ | ----------------- | ----------------- | ------------ |
| Renata Bucătari    | 63kg  | Andriievska C 100-000  | Surakatova P 000-100    | Nu a avansat           | Nu a avansat            | Nu a avansat      | Nu a avansat         | Nu a avansat             | Nu a avansat      | Nu a avansat      | Nu a avansat |
| Alexandra Florian  | 52kg  | N/A                    | Aissahine C 100S1-000S2 | Antonis C 001-000S1    | Dmitrieva C 100S1-000S1 | N/A               | N/A                  | N/A                      | N/A               | Uchio L 000S1-101 | 2            |
| Loredana Ohâi      | 57kg  | N/A                    | Garcia C 000-000S2      | Yamamoto P 000S2-000S1 | Nu a avansat            | N/A               | Müller C 100S1-000S1 | Kim Jan-di L 000S1-001S1 | Nu a avansat      | Nu a avansat      | 7            |
| Lorena Podelenczki | 70kg  | Aad C 100S1-000        | Osanai C 100-000S2      | Nu a avansat           | Nu a avansat            | Tur liber         | Ferrari P 000S2-0100 | Nu a avansat             | Nu a avansat      | Nu a avansat      | Nu a avansat |
| Andreea Ștefănescu | 48kg  | Gabrieli P 000S1-101S1 | Nu a avansat            | Nu a avansat           | Nu a avansat            | Nu a avansat      | Nu a avansat         | Nu a avansat             | Nu a avansat      | Nu a avansat      | Nu a avansat |

## Taekwondo
Masculin
| Sportiv              | Probă | Probă de 64       | Probă de 32       | Probă de 16       | Sferturi          | Semifinală        | Repesaj           | MB                | Finală            | Finală |
| Sportiv              | Probă | Adversar Rezultat | Adversar Rezultat | Adversar Rezultat | Adversar Rezultat | Adversar Rezultat | Adversar Rezultat | Adversar Rezultat | Adversar Rezultat | Loc    |
| -------------------- | ----- | ----------------- | ----------------- | ----------------- | ----------------- | ----------------- | ----------------- | ----------------- | ----------------- | ------ |
| Robert Viorel Amzoiu | 68kg  | Marhoon C 12-1    | Akyol P 1-6       | Nu a avansat      | Nu a avansat      | Nu a avansat      | Nu a avansat      | Nu a avansat      | Nu a avansat      | 19     |

Feminin
| Sportiv                | Probă | Probă de 64       | Probă de 32       | Probă de 16       | Sferturi          | Semifinală        | Repesaj           | MB                | Finală            | Finală |
| Sportiv                | Probă | Adversar Rezultat | Adversar Rezultat | Adversar Rezultat | Adversar Rezultat | Adversar Rezultat | Adversar Rezultat | Adversar Rezultat | Adversar Rezultat | Loc    |
| ---------------------- | ----- | ----------------- | ----------------- | ----------------- | ----------------- | ----------------- | ----------------- | ----------------- | ----------------- | ------ |
| Mariana Mălina Mihăilă | 55kg  |                   |                   |                   |                   |                   |                   |                   |                   |        |
| Maria Mădălina Popescu | 62kg  |                   |                   |                   |                   |                   |                   |                   |                   |        |

## Tenis de masă
Individual
| Sportiv(i)            | Probă               | Runda 1               | Runda 2           | Runda 3             | Optimi de finală  | Sferturi de finală | Semifinale        | Finală            | Finală |  |
| Sportiv(i)            | Probă               | Adversar Rezultat     | Adversar Rezultat | Adversar Rezultat   | Adversar Rezultat | Adversar Rezultat  | Adversar Rezultat | Adversar Rezultat | Loc    |  |
| --------------------- | ------------------- | --------------------- | ----------------- | ------------------- | ----------------- | ------------------ | ----------------- | ----------------- | ------ |  |
| Daniel Dan            | Individual masculin | Danilov programat     | Larbi programat   |                     |                   |                    |                   |                   |        |  |
| Lucian Munteanu       | Individual masculin | Ekong C WO            | Liu programat     |                     |                   |                    |                   |                   |        |  |
| Bogdan Simion         | Individual masculin | Andrej Slovacic P 1-3 | Bayaraa programat | Kydyrbaev programat |                   |                    |                   |                   |        |  |
| Alin Spelbuș          | Individual masculin | Abdirahman programat  | Bello programat   |                     |                   |                    |                   |                   |        |  |
| Irina Ciobanu         | Individual feminin  | Koit C 3-0            | Batjargal C 3-0   |                     |                   |                    |                   |                   |        |  |
| Cristina-Alina Hîrici | Individual feminin  | Schärrer C 3-0        | Ho C 3-1          |                     |                   |                    |                   |                   |        |  |
| Roxana Istrate        | Individual feminin  | Maharjan C 3-0        | Oubechir C 3-0    |                     |                   |                    |                   |                   |        |  |

Dublu
| Sportivi                        | Probă          | 32-imi de finală          | 16-imi              | Optimi de finală          | Sferturi de finală | Semifinale        | Finală            | Finală       |              |
| Sportivi                        | Probă          | Adversar Rezultat         | Adversar Rezultat   | Adversar Rezultat         | Adversar Rezultat  | Adversar Rezultat | Adversar Rezultat | Loc          |              |
| ------------------------------- | -------------- | ------------------------- | ------------------- | ------------------------- | ------------------ | ----------------- | ----------------- | ------------ | ------------ |
| Bogdan Simion Alin Spelbuș      | Dublu masculin | Brossier–Flore P 0-3      | Nu a avansat        | Nu a avansat              | Nu a avansat       | Nu a avansat      | Nu a avansat      | Nu a avansat |              |
| Daniel Dan Lucian Munteanu      | Dublu masculin | Swartenbrouckx–Jean C 3-0 | Taylor–Nguyen C 3-1 | Robinot–Lorentz programat |                    |                   |                   |              |              |
| Daniel Dan Bernadette Szocs     | Dublu mixt     | Gomez–Duran C 3-1         | Chiang–Chen P 0-3   | Nu a avansat              | Nu a avansat       | Nu a avansat      | Nu a avansat      | Nu a avansat | Nu a avansat |
| Lucian Munteanu Cristina Hîrici | Dublu mixt     | Szita–Szvitacs P 1-3      | Nu a avansat        | Nu a avansat              | Nu a avansat       | Nu a avansat      | Nu a avansat      | Nu a avansat |              |

Echipe
| Sportivi                                                            | Probă           | Runda 1              | Runda 2             | Runda 3              | Optimi de finală          | Sferturi de finală | Semifinale        | Finală            | Finală       |              |
| Sportivi                                                            | Probă           | Adversar Rezultat    | Adversar Rezultat   | Adversar Rezultat    | Adversar Rezultat         | Adversar Rezultat  | Adversar Rezultat | Adversar Rezultat | Loc          |              |
| ------------------------------------------------------------------- | --------------- | -------------------- | ------------------- | -------------------- | ------------------------- | ------------------ | ----------------- | ----------------- | ------------ | ------------ |
| Irina Ciobanu Cristina-Alina Hîrici Roxana Istrate Bernadette Szocs | Echipe feminin  | Liban (LIB) C 3-0    | Japonia (JPN) P 3-2 | Filipine (PHI) C 3-0 | Coreea de Sud (KOR) P 0-3 | Nu a avansat       | Nu a avansat      | Nu a avansat      | Nu a avansat | Nu a avansat |
| Daniel Dan Lucian Munteanu Bogdan Simion Alin Spelbuș               | Echipe masculin | Cambodia (CAM) C 3-0 | Franța (FRA) P 0-3  | Letonia (LAT) C 3-0  | Coreea de Sud (KOR) P 0-3 | Nu a avansat       | Nu a avansat      | Nu a avansat      | Nu a avansat | Nu a avansat |

## Tir
Masculin
| Sportiv                                   | Probă                 | Calificări | Calificări | Finală       | Finală       |
| Sportiv                                   | Probă                 | Puncte     | Loc        | Puncte       | Loc          |
| ----------------------------------------- | --------------------- | ---------- | ---------- | ------------ | ------------ |
| Ștefan Ion                                | 50 m pistol           | 543        | 10         | Nu a avansat | Nu a avansat |
| Vlad Săcăleanu                            | 50 m pistol           | 531        | 24         | Nu a avansat | Nu a avansat |
| Vlad Săcăleanu                            | 25 m pistol viteză    | 574        | 5          | 9            | 6            |
| Alexandru Saucă                           | 50 m pistol           | 542        | 12         | Nu a avansat | Nu a avansat |
| Ștefan Ion Vlad Săcăleanu Alexandru Saucă | 50 m pistol pe echipe | N/A        | N/A        | 1616         | 4            |

Feminin
| Sportivă                                                  | Probă                             | Calificări | Calificări | Finală       | Finală       |
| Sportivă                                                  | Probă                             | Puncte     | Loc        | Puncte       | Loc          |
| --------------------------------------------------------- | --------------------------------- | ---------- | ---------- | ------------ | ------------ |
| Laura Ilie                                                | 10m pușcă aer comprimat           | 412.6      | 17         | Nu a avansat | Nu a avansat |
| Laura Ilie                                                | 50m pușcă culcat                  | 615.1      | 15         | 613.9        | 31           |
| Laura Ilie                                                | 50m pușcă trei poziții            | 590        | 2          | 454.4        | 1            |
| Ioana Cristea                                             | 10m pușcă aer comprimat           | 405.0      | 47         | Nu a avansat | Nu a avansat |
| Ioana Cristea                                             | 50m pușcă culcat                  | 609.5      | 12         | 606.8        | 46           |
| Ioana Cristea                                             | 50m pușcă trei poziții            | 571        | 33         | Nu a avansat | Nu a avansat |
| Eliza Alexandra Molnar                                    | 10m pușcă aer comprimat           | 407.3      | 39         | Nu a avansat | Nu a avansat |
| Eliza Alexandra Molnar                                    | 50m pușcă culcat                  | 604.5      | 37         | Nu a avansat | Nu a avansat |
| Eliza Alexandra Molnar                                    | 50m pușcă trei poziții            | 574        | 26         | Nu a avansat | Nu a avansat |
| Ioana Georgiana Cristea Laura Ilie Eliza Alexandra Molnar | 10m pușcă aer comprimat pe echipe | N/A        | N/A        | 1224.9       | 11           |
| Ioana Georgiana Cristea Laura Ilie Eliza Alexandra Molnar | 50m pușcă culcat pe echipe        | N/A        | N/A        | 1829.1       | 14           |
| Ioana Georgiana Cristea Laura Ilie Eliza Alexandra Molnar | 50m pușcă trei poziții pe echipe  | N/A        | N/A        | 1705         | 13           |